# Оливковий колір

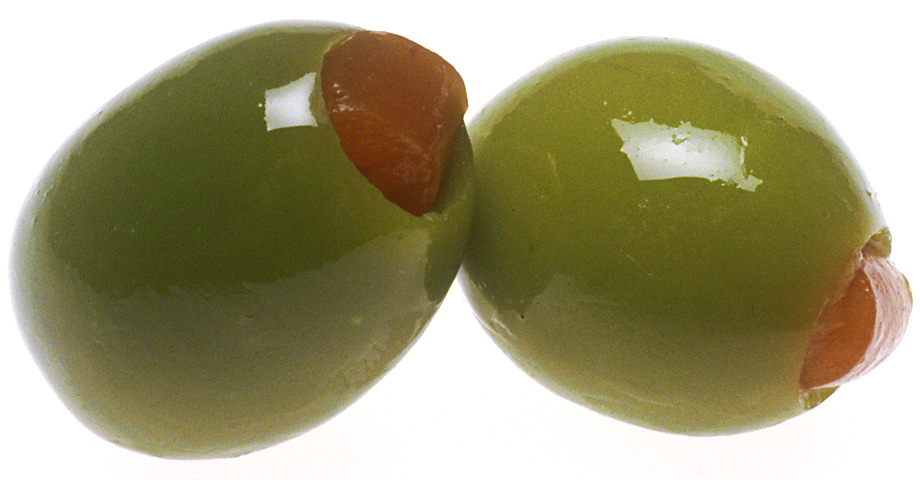
Плоди зелених оливок

Оливковий колір — темний жовто-зелений колір незрілих або зелених плодів оливкового дерева.